# Statuette triple de Géryon
La statuette triple de Géryon est une statuette de bronze datant du VIe siècle av. J.-C.. Elle fut probablement découverte sur la commune de Chiusi, anciennement Clusium, une des villes de la dodécapole étrusque, en Italie. Cependant cette provenance n'est pas avérée. Elle fait partie des legs de Jacques-Amédée Lambert au musée des beaux-arts de Lyon en 1850. Elle représente la divinité Géryon, géant tricéphale de la mythologie grecque, habillée en hoplite grec.

## Description
La statuette de Géryon est l'une des très rare représentations de celle-ci. La triple tête du personnage est obtenue très simplement par l'adjonction d'une tête supplémentaire mais plus petite sur chaque épaule. Sculpté en position frontale, le bras droit du géant tricéphale portait probablement une lance; le bras gauche, ramené au devant de la poitrine devait tenir un bouclier disparu, ce qui explique son caractère détérioré. Le vêtement, à peine détaillé parce qu'initialement dissimulé par le bouclier, consiste en une cuirasse moulante, sans manches, s'arrêtant en haut des cuisses, tout en réservant un groupe de plis au niveau de l'entre-jambe. Des jambières sont indiquées par des incisions et l'armement se complète de trois casques de type corinthien ou chalcidien dont le cimier est brisé. Cet équipement est typique de l'hoplite grec. La pose est très rigide et les traits du visage aux yeux en amande et aux lèvres charnues rattachent cette œuvre, inspirée de modèles grecs, aux productions archaïques du VIe siècle av. J.-C.

## Histoire de Géryon
Géryon apparait lors des douze travaux d'Héraclès, en effet Héraclès devait voler les bœufs de Géryon et c'est ce qu'il fit..
Géryon était le fils de Chrysaor et de Callirhoé, fille du titan Océan. Nous n'avons pas vraiment de certitude sur le lieu où il régnait, certains disent qu'il était le roi de Tartessos en Espagne, d'autre de l'île d'Érythie (Apollodore), ou encore de la côte occidentale de l'Ibérie (Diodore), ou de l’Épire, dans la contrée située entre Ambracie et le territoire des Amphiloques (Hécatée).
Il était réputé pour être l'homme le plus fort. Il est né avec trois têtes, six mains et trois corps réunis à la taille. Géryon tenait un troupeau d'une grande beauté, comprenant des bœufs de couleur rouge, il était gardé par le berger Eurytion et par le chien à deux têtes Orthros, animal bicéphale, auquel Typhon et Echidna avaient donné le jour. Lorsque Héraclès arriva au mont Abas le chien Orthros se jeta sur lui en aboyant, le berger Eurytion se précipita pour venir en aide au chien mais ils moururent tous les deux abattu par un coup de massue d'Héraclès.
Héraclès commença à partir avec le troupeau mais un autre berger nommé Menoettes avertit Géryon de ce qui se passait. Géryon et Héraclès se défièrent donc dans un combat singulier. Héraclès fut plus rapide, attaqua Géryon par le flanc et le transperça en lui envoyant une flèche dans le côté qui traversa ses trois corps.
Là où le sang de Géryon avait coulé, un arbre poussa portant des fruits sans noyaux qui ressemblaient à des cerises.
Après la mort de Géryon le troupeau fut emmené dans de nombreux endroits. Il existe différentes versions de la manière dont Héraclès emmena le troupeau par la suite.
Il le conduisit à travers la Ligurie. Certains tentèrent de voler le troupeau sans succès. Un des taureaux du troupeau fut sacrifié pour Zeus.

## Analyse

### Interprétation
Il est possible de reconnaître dans un dieu triple un Mercure, à la manière ou l'on voit trois bustes de Mercure sur des monnaies rèmes. L’idée d’un personnage caractérisé par un triple corps ou à trois têtes dans les conceptions mythologiques existe dans presque tous les peuples de l’antiquité. L'un des plus célèbres dans ce genre est Géryon, roi de l’Ibère, souvent chanté par les poètes. Sur les monuments les plus anciens ce sont trois guerriers, armés et casquées, placés les uns à côté des autres sans que les corps soit rattachés entre eux. Sur le coffre de Cyspelus, Géryon est représenté en trois guerriers distincts. Les différents vases peints antiques représentent également Géryon de manière distinct. C'est ensuite que les trois têtes sont ramenées sur un seul corps. Ainsi, diverses manières de représentés le géant existent. On retrouve le mythe d'un personnage à trois têtes sous plusieurs formes très différentes de l'Ouest à l'Est de l'Occident. La place d'un cerbère, du bouvier de Géryon mais aussi d'un dragon à sept têtes et la présence d'Hadès dans le mythe apparaissent parfois.
La statuette étrusque représente Géryon, cependant il semble ne pas être considéré par les étrusques comme un géant tyrannique mais plus comme une divinité. Tibère parle de lui comme un oracle pour l'Italie du Nord et comme un dieu à Chypre. Il serait alors adoré en tant que divinité en Étrurie, il y est en tout cas connu sous le nom de Cerun nom qui désigne un bouvier infernal, on le voit aussi assistant Hadès sur une fresque funéraire. On peut alors croire que Géryon est une divinité rattachée à l’élevage bovin chez les étrusques. Le musée des beaux-arts a longtemps désigné la statuette par « guerrier tricéphale » et « divinité à trois têtes », l'appellation de « triple Géryon » est récente.